# Comunità Montana Monti Picentini

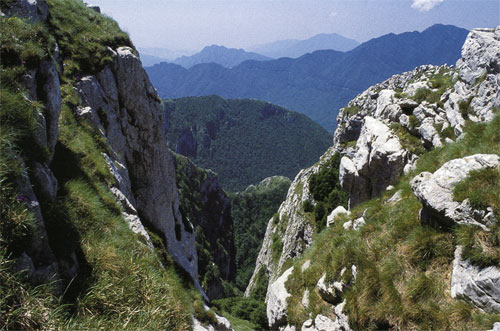
Panorama

Die Comunità Montana Monti Picentini ist eine Vereinigung aus neun Gemeinden in der italienischen Provinz Salerno in der Region Kampanien.
Das Gebiet umfasst die Gemeinden rund um die Monti Picentini und hat eine Ausdehnung von 323 km².
In den neunköpfigen Rat der Comunità entsenden die Gemeinderäte der beteiligten Kommunen je ein Mitglied.

## Gemeinden
Die Comunità umfasst folgende Gemeinden:
- Acerno
- Castiglione del Genovesi
- Giffoni Sei Casali
- Giffoni Valle Piana
- Montecorvino Rovella
- Olevano sul Tusciano
- San Cipriano Picentino
- Montecorvino Pugliano
- San Mango Piemonte